# Fort San Michele
Fort San Michele kopnena je i polikružna utvrda na pulskom brežuljku San Michele koju je izgradilo [[Austrija|Austrijsko Carstvo]] krajem 19. stoljeća radi zaštite glavne luke svoje ratne mornarice. Utvrda se nalazila u sektoru I Obalne regije Pula (njem. Küstenabschnitt Pola).
Danas se Fort San Michele nalazi u kompleksu Opće bolnice u Puli koja koristi utvrdu kao skladište. Od svoje izgradnje se nije koristila, ali se počinje koristiti tek 1914. godine kao spremište i vojarna, te tako do 1920. godine kada se počinje koristiti kao skladište Pulske opće bolnice, 1945. godine utvrda se kratkotrajno koristi kao dom za puljane koji su domove izgubili u drugom svjetskom ratu. Utvrda je imala bateriju u svojoj blizini koja se zvala Gregovica, i nalazila na obližnjoj Gregovici, ali je gotovo potpuno uništena 1945. godine u Drugom svjetskom ratu bombardiranjem Nijemaca; sačuvan je samo jedan vrlo maleni zidić od nje.

## Više informacija
- Pulske fortifikacije
- Nacionalna udruga za fortifikacije Pula
- Povijest Pule
- Pula